# رودني جون فرنسيس هندرسون
رودني جون فرنسيس هندرسون (بالإنجليزية: Rodney Henderson)‏ هو موظف مدني وعالم نبات أسترالي، ولد في 1938.